# Rio Fusteica
O Rio Fusteica é um rio da Romênia, afluente do Jaleş, localizado no distrito de Gorj.